# Rec. 601
一般的には短縮形でRec. 601ないしBT.601（あるいは旧称のCCIR 601）として知られるITU-R勧告BT.601は、元々は国際無線通信諮問委員会（CCIR）（後に国際電気通信連合 無線通信部門と改名された組織）によってインターレース方式のアナログビデオ信号を、ディジタルビデオ形式にエンコーディングするため1982年に発行された規格である。この勧告にはどちらも1ラインあたり有効領域で輝度信号720サンプルおよび色差信号360サンプルを有する、525ライン60Hzおよび625ライン50Hzの信号をエンコードする方法が含まれている。色エンコーディングシステムは、YCbCr 4:2:2として知られている。
Rec. 601のビデオラスター形式は、ISO/IEC MPEGや、ITU-T H.26x圧縮形式などのその後の様々な規格で再利用されているが、民生用の圧縮形式ではRec. 601で規定された4:2:2サブサンプリングからさらに縮小された4:2:0クロマ・サブサンプリングが一般的に使用される。
この規格はこれまでに数度の改定を受けている。BT.607-7と呼ばれる第7版は2011年3月に承認され、2011年10月に正式発行された。

## 信号形式
Rec. 601の信号は、ディジタルエンコードされたアナログのコンポジット映像信号と見做すことができるので、サンプリングには水平および垂直の同期とブランキングが含まれている。フレームレートに関係なく、輝度のサンプリング周波数は13.5 MHzである。サンプルは、YCrCbドメインで8ビットないし10ビットのPCMコードを用いて均等に量子化される。
8ビットの各輝度サンプルにおいて、黒を表す公称値は16であり、白は235で表される。1〜15の8ビットのコード値はフットルームを提供し、フィルターのアンダーシュートなどの一時的な信号コンテンツに対応するために使用できる。同様に、236〜254のコード値はヘッドルームを提供し、フィルターのオーバーシュートなどの一時的な信号コンテンツに対応するために使用できる。コード値0および255は同期パルスをエンコードするために使用され、可視画像領域内では禁止されている。CbとCrのサンプルはオフセットバイナリーであり、コード値128が白、灰色ないし黒の領域をエンコードするときに使用される中性色をの色差値をエンコードする。

## 原色色度

Rec. 709色度図。三原色の色度はRec. 601と近いが、厳密には異なる。

626ライン（PALおよびSECAM）システムと525ライン（NTSC SMPTE Cの原色）システムでは、わずかに異なる原色が指定されている。この規格の初期のバージョン（2007年1月に承認されたBT.601-6より以前）では、原色の明示的な定義が記載されていなかった。
| 色空間    | 白色点 (D65) | 白色点 (D65) | 原色  | 原色  | 原色  | 原色  | 原色  | 原色  |
| 色空間    | xW           | yW           | xR    | yR    | xG    | yG    | xB    | yB    |
| --------- | ------------ | ------------ | ----- | ----- | ----- | ----- | ----- | ----- |
| 625ライン | 0.3127       | 0.3290       | 0.640 | 0.330 | 0.290 | 0.600 | 0.150 | 0.060 |
| 525ライン | 0.3127       | 0.3290       | 0.630 | 0.340 | 0.310 | 0.595 | 0.155 | 0.070 |

## 伝達特性
Rec. 601では0近傍では線形で、輝度の残りの範囲ではガンマ曲線に繋がる非線形伝達関数が定義されている。
{\displaystyle E={\begin{cases}4.500L&L<0.018,\\1.099L^{0.45}-0.099&L\geq 0.018.\end{cases}}}

## 受賞
CCIRは、Rec. 601標準の開発に対して、1982-83テクノロジー&エンジニアリング・エミー賞を受賞した。